# Amira Casar
Amira Casar (Londres, 01 de maio de 1971) é uma atriz britânica.